# Грязнова, Ольга Олеговна
Ольга Олеговна Грязнова (нем. Olga Grjasnowa; p. 14 ноября 1984, Баку, Азербайджанская ССР) — немецкая писательница русско-еврейского происхождения, живущая в Берлине.

## Жизнь
В советские годы отец Ольги Грязновой — Олег Грязнов — работал юристом, а мать — Юлия Винникова — была музыковедом. В 1996 году её семья эмигрировала в ФРГ — в Гессен в качестве контингентных беженцев, где Ольга в возрасте 11-ти лет начала изучать немецкий язык и во Франкфурте-на-Майне окончила школу. С 2005 года она изучала историю искусств и славистику в Гёттингене, затем поменяла место учёбы на Лейпциг — в немецкий литературный институт, где она стала изучать предмет «Литературное сочинительство». Там же, в 2010 году, Ольга получила степень бакалавра. В рамках учёбы она ездила в Польшу, в Россию (в Литературный институт имени Горького) и в Израиль. Изучала историю танца в Свободном университете Берлина.

## Литературная деятельность
В 2007 году Ольга Грязнова принимает участие в литературном курсе «Klagenfurt», а в 2008 становится стипендиаткой фонда Розы Люксембург (Rosa-Luxemburg-Stiftung). В 2010 году она посещает писательскую мастерскую имени Юргена Понто (Jürgen-Ponto-Schreibwerkstatt). В этом же году Ольга получает драматургическую премию «Wiener Wortstätten» за дебютную пьесу «Сочувствующие немцы» («Mitfühlende Deutsche»). В 2011 году она становится стипендиатом фонда Роберта Боша (Robert Bosch Stiftung).
Грязнова публикуется в различных журналах и антологиях. Её дебютный роман «Русский — это тот, кто любит берёзы» («Der Russe ist einer, der Birken liebt»), вышедший в 2012 году, получил массу откликов — как восторженных, так и критических.
Кроме того, автор работает в области искусства средств массовой информации, поэтому по её сценарию в рамках проекта «Вопрос взглядов» фонда Роберта Боша и Института Гёте в 2009 году в польском городе Лодзь (Lódz) был снят короткометражный фильм.
- В 2014 году вышел второй роман Ольги Грязновой «Правовая неопределённость брака» («Die juristische Unschärfe einer Ehe»).
- В начале 2017 года вышел третий роман Ольги Грязновой «Бог не из пугливых»
- («Gott ist nicht schüchtern»).
- В 2019 году вышла книга «Привилегии. Ваша Родина — это наш кошмар».
- В 2020 году — роман «Блудный сын»
- В 2021 году — книга «Сила многоязычия. О происхождении и разнообразии»
- В 2021 году — книга «Пепел еще теплый» (на английском языке).
- В 2022 году был экранирован роман «Русский — тот, кто любит берёзы», и на экраны Германии вышел одноимённый фильм режиссёра Полы Бек. Сценарист — Буркхардт Вундерлих.

В декабре 2022 года было объявлено о её назначении на должность профессора Института языковых искусств Венского университета прикладных искусств с 1 марта 2023 года. Она сменила Монику Ринк.

## Личная жизнь
- Муж — актёр сирийского происхождения — Айхам Мажид Ага (Ayham Majid Agha) (с 2015 года).
- Двое детей.

## Произведения
- Der Russe ist einer, der Birken liebt, Hanser, München 2012 ISBN 978-3-446-23854-1.
- Der Russe ist einer, der Birken liebt (аудиокнига), Hörbuch Verlag, Hamburg 2012, ISBN 978-3-89903-364-9.
- Die juristische Unschärfe einer Ehe, Hanser, München 2014 ISBN 978-3-446-24598-3.
- Gott ist nicht schüchtern. Roman. Aufbau, Berlin 2017, ISBN 978-3-351-03665-2.
- Privilegien. In: Fatma Aydemir, Hengameh Yaghoobifarah (Hrsg.): Eure Heimat ist unser Albtraum. Ullstein fünf, Berlin 2019, ISBN 978-3-961010-36-3.
- Der verlorene Sohn. Roman. Aufbau, Berlin 2020, ISBN 978-3-351-03783-3[4].
- Die Macht der Mehrsprachigkeit. Über Herkunft und Vielfalt. Dudenverlag, 2021, ISBN 978-3-411-75658-2.
- The Ashes are still warm. Übersetzt von Katy Derbyshire. In: Jo Glanville (Hrsg.): Looking for an Enemy. 8 Essays on Antisemitism. Short Books, London 2021, ISBN 978-1-78072-466-9.

- Juli, August, September, Roman, Hanser, Berlin 2024, ISBN 978-3-446-28169-1.

Аудиокниги
- Der Russe ist einer, der Birken liebt, Hamburg 2012, ISBN 978-3-89903-364-9.
- Die juristische Unschärfe einer Ehe, Hamburg 2014, ISBN 978-3-89903-842-2.

## Премии и награды
- 2012 — Anna Seghers-Preis
- 2012 — Klaus-Michael-Kühne-Preis
- 2012 — Hermann-Lenz-Stipendium
- 2014 — Arbeitsstipendium für Schriftsteller der Kulturverwaltung des Berliner Senats
- 2015 — Chamisso-Förderpreis
- 2016: Aufenthaltsstipendium Kulturakademie Tarabya
- 2018: Writer in Residence an der University of Oxford und der University of Warwick
- 2019: Arbeitsstipendium für Schriftsteller der Kulturverwaltung des Berliner Senats und das Grenzgänger-Stipendium der Robert-Bosch-Stiftung